# Deflation
Deflation er prisfald, modsat inflation. Inden for økonomisk videnskab betegner deflation en periode med stadige, generelle prisfald.
Historisk har deflation i visse tilfælde udløst økonomiske kriser, der var endnu mere ødelæggende end hyperinflation. Deflation hænder, når en svag efterspørgsel giver et overudbud på markedet. Med de faldende priser, falder også indkomsterne fra kapital og arbejdskraft. Virksomheder må indskrænke eller lukke, mens lønmodtagerne bliver arbejdsløse, eller må acceptere en ringere betaling. De faldende indkomster giver en forstærket effekt på den vigende efterspørgsel. Samtidig øger prisfaldet også pengenes værdi. Realrenten vil altså være større end den nominelle rente. Med almindelige forventninger om yderligere prisfald, vil folk have en tendens til at spare op for at hente den potentielle formuegevinst. Resultatet kan blive en meget stor tilbagegang i produktion og forbrug. Dette skete med depressionen i 1930'erne, hvor der var en kraftig deflation.
Generelt medfører deflation mange af de samme former for samfundsøkonomiske tab som inflation, idet disse generelt blot går på selve den kendsgerning at priserne ændrer sig, uafhængigt af, om det er i positiv eller negativ retning. Dertil kommer, at likviditetsfælden bliver meget snærende, når prisniveauet falder, og da nominelle løntilpasninger er træge nedadtil, bliver tilpasning på arbejdsmarkedet sværere.
Før 2. verdenskrig var deflation et udbredt fænomen i mange lande, hvor deflationsperioder afløste inflationsperioder i takt med konjunkturerne. Siden krigen har det været et sjældnere fænomen i de fleste lande. I nyere tid har den japanske økonomi i årene siden 1990 lidt stærkt under en deflationær tendens. Denne situation opstod i kølvandet på en boligboble, som endte i meget store prisfald og formuetab.